# Снежный (Саратовская область)
Сне́жный — посёлок в Петровском районе Саратовской области, входит в состав Пригородного муниципального образования. Основан в 1929 году.

## География
Посёлок находится на расстоянии примерно 7 км (по прямой) к юго-востоку от города Петровск, административного центра района.

### Часовой пояс
Посёлок Снежный, как и вся Саратовская область, находится в часовой зоне МСК+1. Смещение применяемого времени относительно UTC составляет +4:00.

## Население
| 2002 | 2010 |
| ---- | ---- |
| 121  | ↘109 |

### Национальный состав
Согласно результатам переписи 2002 года, в национальной структуре населения русские составляли 64 % из 121 чел.